# Рабочая партия Эфиопии
Рабочая партия Эфиопии (РПЭ; амх. የኢትዮጵያ ሠራተኞች ፓርቲ) — марксистско-ленинская партия в Эфиопии, объединявшая сторонников Менгисту Хайле Мариама, который возглавил борьбу по ликвидации монархического строя в стране. Партия являлась ядром политической системы Эфиопии в 1984—1991 годы.

## История партии

### КОПТЭ
В ходе развития антимонархической революции 1974 года, осуществлённой в Эфиопии под руководством состоящей из офицеров-марксистов Временного военно-административного совета (ДЕРГ), перед революционерами встал вопрос создания правящей авангардной партии. В декабре 1979 была создана Комиссия по организации Партии трудящихся Эфиопии (КОПТЭ), которую возглавил Менгисту Хайле Мариам; в состав Комиссии вошли также многие члены Временного военно-административного совета.
За четыре последующих года в Эфиопии были созданы ассоциации, объединяющие в своих рядах крестьян, рабочих, горожан, женщин и молодежь, проведена организаторская и идеологическая работа среди широких масс трудящихся. Работа осуществлялась при активном участии военных. КОПТЭ провела три конгресса массовых организаций страны, на первом из которых (1980) около трети представителей были военнослужащие и жители Аддис-Абебы. К 1983 году численность членов КОПТЭ составляла около 50 тысяч человек в составе 6500 первичных организаций.

### Создание и деятельность РПЭ

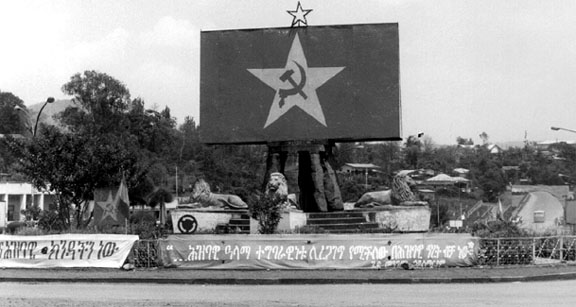
Революционный монумент в Эфиопии

6-10 сентября 1984 состоялся Учредительный съезд Рабочей партии Эфиопии. Согласно программным документом, деятельность РПЭ основывалась на идейных и организационных принципах марксизма-ленинизма. Стратегической линией партии было построение в Эфиопии социализма, а в последующем — коммунизма (при этом правящая партия вела гражданскую войну с вооружённой оппозицией в лице не только антикоммунистического Эфиопского демократического союза, но и сил, также декларировавших марксистскую и коммунистическую ориентацию — таких, как Эфиопская народно-революционная партия, Народный фронт освобождения Тыграй и Народный фронт освобождения Эритреи). 
В ходе съезда были определены основные направления социально-экономической жизни Эфиопии на последующие 10 лет, включая борьбу с империализмом и неоколониализмом, сионизмом и апартеидом, мирное сосуществование и приоритет сотрудничества с социалистическими странами. Были избраны Центральный комитет в составе 183 человек и Политбюро РПЭ в составе 11 человек, Центральная контрольная и Центральная ревизионная комиссии. Генеральным секретарем ЦК партии был избран Менгисту Хайле Мариам.

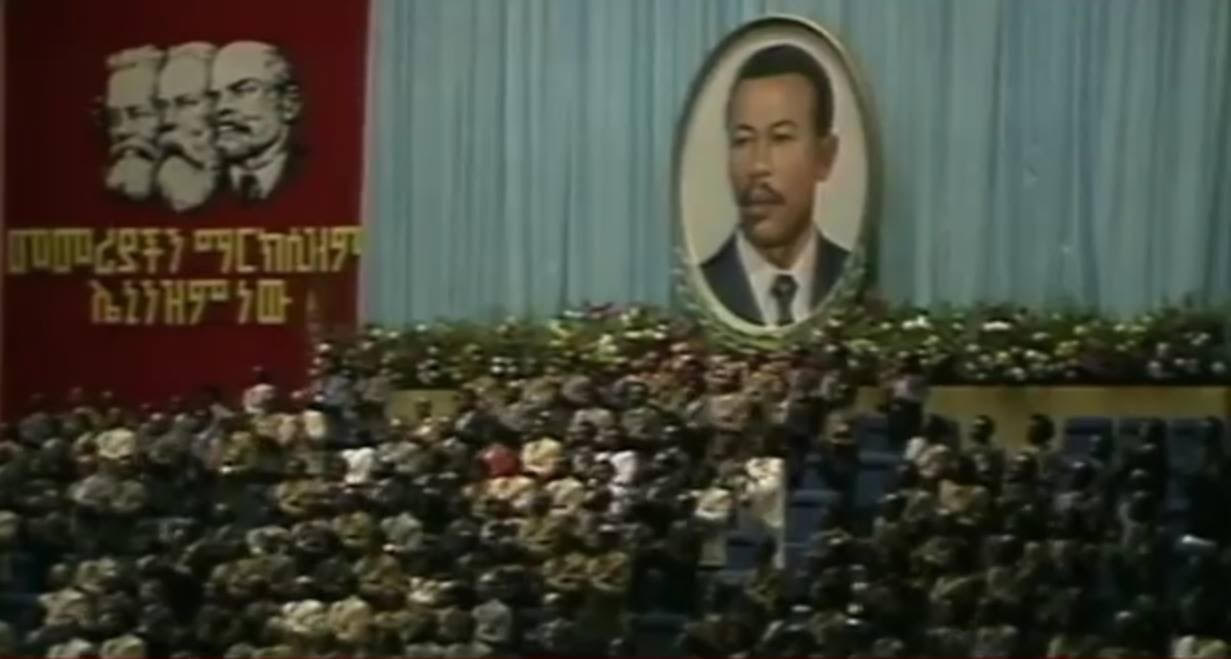
Конференция Рабочей партии Эфиопии, конец 1980-х

Положение РПЭ как «разработчика процесса развития страны и руководящей силы государства и общества» нашла отражение в Конституции Эфиопии 1987 года, провозгласившей создание Народно-Демократической Республики Эфиопия.
В результате экономических просчётов и усугубленного ими голода, успехов сепаратистов в гражданской войне и прекращения военной и политической помощи со стороны СССР руководящая роль РПЭ в стране понизилась, а возглавляемый ею авторитарный режим шёл к краху. Партия официально отказалась от марксистско-ленинской идеологии и продекларировала приверженность смешанной экономике. На состоявшемся в марте 1990 11-м пленуме ЦК РПЭ Менгисту Хайле Мариам заявил, что выбор Эфиопией социалистического пути развития не дал ожидаемого результата и заявил задачу проведения рыночных реформ. Партия отказалась от марксистско-ленинской идеологии. В соответствии с этим предполагалось, что РПЭ будет преобразована в «Партию демократического единства Эфиопии».
После того, как в мае 1991 режим пал и Менгисту Хайле Мариам покинул страну, правительство Революционно-демократического фронта эфиопских народов распустило Рабочую партию Эфиопии и подвергла тюремному заключению многих руководителей партии.